# Julio Monreal y Ximénez de Embún
Julio Monreal y Ximénez de Embún (Zaragoza, 1830-Zaragoza, 1890) fue un escritor y abogado español.

## Biografía
Nació en Zaragoza el 7 de agosto de 1839. Estudió la carrera de Leyes y varios cursos de la de Filosofía y Letras, terminando ambas carreras en la Universidad Central. Ejerciendo un modesto empleo administrativo en el Gobierno civil de la provincia de Madrid, ganó por oposición un puesto en la carrera judicial y fue nombrado para desempeñar el juzgado de primera instancia de Sariñena. Más adelante fue trasladado sucesivamente a Medinaceli y Brihuega. Fue ascendido luego a abogado fiscal de la Audiencia de Colmenar Viejo, de donde ascendió a la de Barcelona.
Colaborador de La Ilustración Española y Americana, fue autor en esta revista de una serie de cuadros de costumbres como «Una comedia en el Buen Retiro», «La ocupación de un caballero», «Los bailes de antaño», «Los hijos de Apolo», «Un día de visitas en el siglo XVII», «Don Rodrigo en la horca», «Mercedes y señorías», «La calle Mayor de Madrid», «La gala de la hermosura», «Las fiestas del Buen Retiro», «El nacimiento de un Príncipe de Asturias», «El Corral de las comedias», «Las damas al uso», «Media noche era por filo...», «San Juan y su verbena», «Arredro vayas, la dueña», «Santiago el Verde» y «El Sotillo». Como poeta ganó en certámenes en Zaragoza tres premios, además de en Sevilla, Granada, Logroño, Lérida y Valls. En La Ilustración Española y Americana publicó también poesías como «¡Abrid al rey!», «Duques y comediantas» y «A Bretón de los Herreros». Fue autor también de una Sátira contra los vicios de la sociedad española de nuestros días. En sus últimos años escribió Patrañas del Mentidero, una serie de leyendas en verso, entre las que se incluían «La viuda del veinticuatro», «La jácara de la Méndez», «El Flamenco» y «El rey y el diablo». Falleció en su ciudad natal el 31 de agosto de 1890.